# Dominique Delbrouck
Dominique Delbrouck is een Brusselse architect en stadsplanner. Ze is medeoprichter van DDS+ en voorzitter van de APM (Association Progrès du Management). Delbrouck volbracht haar studies architectuur aan La Cambre en ruimtelijke planning aan de Université catholique de Louvain (UCLouvain).

## Leven en interesses
Dominique Delbrouck was in haar jongere jaren al bezig met verschillende creatieve activiteiten. Zo deed ze aan fotografie, tekende ze in haar vrije tijd en maakte verschillende sculpturen. Oorspronkelijk overwoog ze om binnenhuisarchitectuur te gaan studeren, maar haar vader wist haar echter te overhalen om architectuur te studeren.
Reeds tijdens haar studies stelde Delbrouck vragen bij de toekomst van de stad. Zij is geboeid door het ontwikkelen van kleine en grote stadsprojecten. Deze interesse vormt de rode draad doorheen haar carrière. Ze hecht daarbij veel belang aan de rol van publieke ruimtes en landschappen in de levenskwaliteit van bewoners. Als mede-oprichter van DDS+ is zij een sterke netwerker die de passie voor architectuur en stedelijke planning vooropstelt.

## Studies en loopbaan

### Opleiding
In 1975 legde Delbrouck met succes het ingangsexamen voor architectuur af aan Ecole Nationale d'Architecture et des Arts Visuels "La Cambre” (1975 - 1980). Na haar studie op La Cambre studeerde zij ‘Master en Urbanisme et Aménagement du territoire’ aan de Université Catholique de Louvain. (1980 - 1982).
Tijdens haar studies koos Delbrouck voor een atelier rond stad en Urban Planning en het behoud van buurten en van stedelijk erfgoed. In dit atelier werkte zij aan bestaande stadsprojecten.  Voor haar was deze ervaring een start in het werkveld van architectuur. Tijdens haar studies sloot zij aan bij het de ‘atelier d’Art Urbain (AUU) dat door twee oudere medestudenten werd opgericht. Zij werkte in dit atelier tijdens haar studie en werd mede partner na een viertal jaar.

### Carrière
Delbrouck is voorzitter van de APM (Association Progrès du Management of Management Progress Association). Dit is een grotendeels Franse vereniging die 5000 bedrijfsleiders samenbrengt, onderverdeeld in clubs van 25 leden. Delbrouck is drie jaar voorzitter geweest van een club in Brussel.
Begin jaren 80, toen Delbrouck afstudeerde was er weinig werk. Door deelname aan wedstrijden creëerde ze alternatieve kansen. Ze brachten vooral de artistieke aspecten naar voor. Tijdens haar schooljaren specialiseerden ze zich reeds in het met de hand creëren van perspectieven en beelden. Via de wedstrijden werden ze gevraagd door grote bedrijven. Delbrouck haar eerste werklocatie was een terrein met 150 woningen in Sedan, in Noord-Frankrijk. Ze werkte destijds samen met het AUSIA-kantoor, vooral actief in het noorden van Frankrijk. Hierna begonnen ze geleidelijk hun eigen projecten te krijgen. Delbrouck werkte samen met een stedenbouwkundig bureau in de Verenigde Staten voor een project in Chicago. Ze werkte aan nieuwbouw- en renovatieprojecten. Vooral kantoorgebouwen werden gerenoveerd. Ook werkte ze in Turkije omdat een van hun partners Turks was. Door het winnen van een wedstrijd kregen zij de kans voor het bouwen van een 5-sterren hotel in Turkije.
Na 25 jaar eindigde de samenwerking bij het Atelier d'Art Urbain. Met twee  medewerkers van dit atelier richtte ze in 2006 het nieuw architectenbureau DDS en partners op. Door de uitbreiding het team wijzigde de naam in DDS+.

## Nominaties en Awards
Het woonproject “Ilôt Sacré” van DDS+ was een groot succes. In 2018 werd Ilôt Sacré de winnaar van het World Architecture Festival. Een festival waar 563 andere projecten meededen uit 81 landen. Ook belandde ze op de longlist voor Housing - Small Scale (Bussel). DDS+ behaalde met dit project de finale voor Dezeen Awards 2018. Het project werd geselecteerd uit 3689 inzendingen uit 91 verschillende landen. Onder de MIPIM Awards werd het woonproject finalist van de Horta Prize 2018 voor de categorie ‘gegroepeerde woningen’. Tot slot wonnen ze met Ilôt Sacré ook nog de RES Awards 2018 voor Best Residential Development.
Het project Rive Gauche in Charleroi is de drijvende kracht achter de ontwikkeling van de benedenstad waarbij het nieuwe verbindingen legt met de bovenstad. Dit project herdefinieert de publieke ruimte van de Place Verte en een deel van de boulevard Tirou. In 2017 werd DDS+ finalist voor zowel de World Architecture Festival 2017 als de MAPIC Awards 2017. Beide vielen onder de Best New Shopping Centre category. Voor de American Architecture Prize 2017 kregen ze onder de Commercial Architecture category een eervolle vermelding. In 2018 won DDS+ met Rive Gauche het ICSC European Shopping Center Award voor de categorie Medium Nem Development. Ook wonnen ze daarbij de Regeneration Award (Medium). Tot slot raakte het project in 2018 tot de finale voor de MIPIM awards voor de categorie Best Shopping Centre.

## Gerealiseerde projecten
| Naam                 | Typologie                                     | Locatie          | Jaar |
| -------------------- | --------------------------------------------- | ---------------- | ---- |
| de Theuxstraat       | Residentieel                                  | Brussel          | 2011 |
| Place de la Digue    | Utiliteitsbouw, Masterplanning                | Charleroi        | 2013 |
| Desguinlei           | Kantoren                                      | Antwerpen        | 2013 |
| Gevangenis van Leuze | Utiliteitsbouw                                | Leuze-en-Hainaut | 2013 |
| KMO-Park Newton      | Utiliteitsbouw                                | Brussel          | 2014 |
| Bassem               | Residentieel, Utiliteitsbouw                  | Brussel          | 2015 |
| Genève Park          | Genève Park                                   | Brussel          | 2015 |
| Sint Michielswarande | Kantoren                                      | Brussel          | 2015 |
| KMO-park Magellan    | Utiliteitsbouw                                | Brussel          | 2016 |
| Atradius             | Kantoren                                      | Brussel          | 2016 |
| Victory              | Residentieel                                  | Brussel          | 2016 |
| Kantoor Brussel      | Kantoren                                      | Brussel          | 2016 |
| Roetaertstraat       | Residentieel                                  | Brussel          | 2016 |
| Garden Store Louise  | Retail                                        | Brussel          | 2017 |
| Manneken             | Residentieel                                  | Brussel          | 2017 |
| The Mint             | Retail                                        | Brussel          | 2017 |
| Îlot Sacré           | Residentieel                                  | Brussel          | 2017 |
| Rive Gauche          | Residentieel, Retail, Horeca, Gemengd project | Charleroi        | 2017 |
| Trier Montoyer       | Residentieel, Retail                          | Brussel          | 2018 |
| Palatium             | Residentieel, Kantoren                        | Brussel          | 2018 |
| Site Van Oost        | Utiliteitsbouw                                | Brussel          | 2018 |
| La Sucrerie          | Residentieel                                  | Ath              | 2019 |
| Voltaire             | Residentieel                                  | Brussel          | 2019 |
| Les Saules           | Utiliteitsbouw                                | Brussel          | 2020 |
| The Factory          | Residentieel                                  | Brussel          | 2020 |
| The K.               | Residentieel                                  | Brussel          | 2020 |
| Compas               | Residentieel, Utiliteitsbouw                  | Brussel          | 2020 |
| Melkerij 1           | Residentieel                                  | Brussel          | 2020 |